# Enrico XIII di Baviera
Enrico XIII di Wittelsbach (Landshut, 19 novembre 1235 – Burghausen, 3 febbraio 1290) fu duca della Bassa Baviera. Come duca della Bassa Baviera prese anche il nome di Enrico I.

## Biografia
Figlio più giovane di Ottone II e della contessa Agnese di Brunswick del Palatinato, fu ammogliato sin dal 1247 con Elisabetta di Ungheria, una delle figlie del Re Béla IV. Nel 1253 tentò, con l'appoggio del suocero di impossessarsi della Stiria, il tentativo fallì a causa dell'opposizione di Ottocaro II di Boemia.
Nel 1254, in pieno periodo di interregno, succedette al padre, insieme con il fratello Ludovico II in Baviera e nel Palatinato. I fratelli divisero i loro possedimenti nel 1255 contro la legge stabilita, Enrico ricevette la Bassa Baviera e Ludovico l'Alta Baviera ed il Palatinato. I dissidi tra i due fratelli proseguirono per tutto il periodo del loro governo e richiesero numerosi accordi e trattati.
Altro motivo di preoccupazione era l'alleanza dei vescovi di Baviera (Passavia, Ratisbona e Salisburgo) con Ottocaro II nel 1257. Nell'agosto 1257 Ottocaro invase la Baviera, ma Enrico e Ludovico riuscirono a respingere l'attacco a Mühldorf am Inn in una delle poche azioni che vide schierati militarmente i due fratelli l'uno al fianco dell'altro. A Enrico venne a mancare l'appoggio del fratello nei successivi conflitti del 1265-67 e del 1271-73. Abbandonato anche dagli alleati ungheresi concluse infine un trattato con Ottocaro II.
Non prese parte al voto di Rodolfo I d'Asburgo, sostenuto dal fratello. Rodolfo lo attirò a sé promettendo in sposa ad Ottone figlio di Enrico la figlia Caterina e di dare come dote il territorio corrispondente all'attuale Alta Austria. Quando questa promessa non si attuò nei tempi previsti Enrico si riavvicinò ad Ottocaro e nel 1278 Enrico prese parte, nell'esercito del re di Ottocaro II di Boemia contro il re dei Romani Rodolfo d'Asburgo, alla battaglia di Marchfeld.
Ad Enrico XIII succedette Ottone III, che divenne anche Re d'Ungheria. Il ramo di Enrico si estinse nel 1340 e i suoi domini vennero ereditati dal figlio di Ludovico, l'Imperatore Ludovico IV.
È sepolto presso la cripta di famiglia nell'abbazia cistercense di Seligenthal a Landshut.

## Discendenza
Dal matrimonio con Elisabetta nacquero sette tra figli e figlie:
- Elisabetta (1258–1314), suora nell'abbazia di Seligenthal;
- Ottone, che nel 1279 sposò a Vienna Caterina d'Asburgo (1256?–1282), figlia dell'imperatore Rodolfo I d'Asburgo;
- Enrico (1262–1280);
- Sofia (1264–1284), che nel 1277 sposò a Landshut Poppone VIII di Henneberg (1279–1291);
- Caterina  (1267–1310), che nel 1277 sposò Federico Tuta, margravio di Lusazia;
- Ludovico, celibe deceduto senza figli;
- Stefano, che sposò Jutta (Giuditta) di Schweidnitz (1285/87–1320), figlia del duca Bolko I di Schweidnitz.

## Ascendenza
|                         |                 |                                  | Genitori                |  |  | Nonni |  |  | Bisnonni            |  |  | Trisnonni                |  |
|                         |                 |                                  |                         |  |  |       |  |  | Ottone I di Baviera |  |  | Ottone IV di Wittelsbach |  |
|                         |                 |                                  |                         |  |  |       |  |  | Ottone I di Baviera |  |  | Ottone IV di Wittelsbach |  |
|                         |                 | Heilika di Pettendorf-Lengenfeld |                         |  |  |       |  |  | Ottone I di Baviera |  |  |                          |  |
| Ludovico I di Baviera   |                 |                                  |                         |  |  |       |  |  | Ottone I di Baviera |  |  |                          |  |
|                         |                 | Agnese di Loon                   | Luigi I di Loon         |  |  |       |  |  |                     |  |  |                          |  |
|                         |                 | Agnese di Loon                   | Luigi I di Loon         |  |  |       |  |  |                     |  |  |                          |  |
|                         |                 | Agnese di Loon                   | Agnese di Metz          |  |  |       |  |  |                     |  |  |                          |  |
| Ottone II di Baviera    |                 | Agnese di Loon                   |                         |  |  |       |  |  |                     |  |  |                          |  |
|                         |                 | Federico di Boemia               | Vladislao II di Boemia  |  |  |       |  |  |                     |  |  |                          |  |
|                         |                 | Federico di Boemia               | Vladislao II di Boemia  |  |  |       |  |  |                     |  |  |                          |  |
|                         |                 | Federico di Boemia               | Gertrude di Babenberg   |  |  |       |  |  |                     |  |  |                          |  |
| Ludmilla di Boemia      |                 | Federico di Boemia               |                         |  |  |       |  |  |                     |  |  |                          |  |
|                         |                 | Elisabetta d'Ungheria            | Géza II d'Ungheria      |  |  |       |  |  |                     |  |  |                          |  |
|                         |                 | Elisabetta d'Ungheria            | Géza II d'Ungheria      |  |  |       |  |  |                     |  |  |                          |  |
|                         |                 | Elisabetta d'Ungheria            | Efrosin'ja Mstislavna   |  |  |       |  |  |                     |  |  |                          |  |
| Enrico XIII di Baviera  |                 | Elisabetta d'Ungheria            |                         |  |  |       |  |  |                     |  |  |                          |  |
|                         | Enrico il Leone | Enrico X di Baviera              |                         |  |  |       |  |  |                     |  |  |                          |  |
|                         | Enrico il Leone | Enrico X di Baviera              |                         |  |  |       |  |  |                     |  |  |                          |  |
|                         | Enrico il Leone | Gertrude di Supplimburgo         |                         |  |  |       |  |  |                     |  |  |                          |  |
| Enrico V del Palatinato | Enrico il Leone |                                  |                         |  |  |       |  |  |                     |  |  |                          |  |
|                         |                 | Matilda d'Inghilterra            | Enrico II d'Inghilterra |  |  |       |  |  |                     |  |  |                          |  |
|                         |                 | Matilda d'Inghilterra            | Enrico II d'Inghilterra |  |  |       |  |  |                     |  |  |                          |  |
|                         |                 | Matilda d'Inghilterra            | Eleonora d'Aquitania    |  |  |       |  |  |                     |  |  |                          |  |
| Agnese del Palatinato   |                 | Matilda d'Inghilterra            |                         |  |  |       |  |  |                     |  |  |                          |  |
|                         |                 | Corrado Hohenstaufen             | Federico II di Svevia   |  |  |       |  |  |                     |  |  |                          |  |
|                         |                 | Corrado Hohenstaufen             | Federico II di Svevia   |  |  |       |  |  |                     |  |  |                          |  |
|                         |                 | Corrado Hohenstaufen             | Agnese di Saarbrücken   |  |  |       |  |  |                     |  |  |                          |  |
| Agnese di Hohenstaufen  |                 | Corrado Hohenstaufen             |                         |  |  |       |  |  |                     |  |  |                          |  |
|                         |                 | Irmengarda di Henneberg          | Bertoldo I di Henneberg |  |  |       |  |  |                     |  |  |                          |  |
|                         |                 | Irmengarda di Henneberg          | Bertoldo I di Henneberg |  |  |       |  |  |                     |  |  |                          |  |
|                         |                 | Irmengarda di Henneberg          | Berta di Putelendorf    |  |  |       |  |  |                     |  |  |                          |  |
|                         |                 | Irmengarda di Henneberg          |                         |  |  |       |  |  |                     |  |  |                          |  |